# 라미로 푸네스 모리
라미로 푸네스 모리(Ramiro Funes Mori, 1991년 3월 5일 ~ )는 아르헨티나의 축구 선수로 현재 아르헨티나 프리메라 디비시온에 소속되어 있는 리버 플레이트에서 활약하고 있다. 포지션은 센터백이며, 2015년 3월 엘살바도르를 상대로 데뷔전을 치른 후 현재 아르헨티나 축구 국가대표팀으로도 활동 중이다. CF 몬테레이에서 활약 중인 공격수 로헬리오 푸네스 모리와 쌍둥이 형제 관계이다.